# Tunggulsari (Kaliori)
Tunggulsari is een bestuurslaag in het regentschap Rembang van de provincie Midden-Java, Indonesië. Tunggulsari telt 818 inwoners (volkstelling 2010).